# Gräsvädd
Gräsvädd (Scabiosa graminifolia) är en växtart i familjen väddväxter från södra Europa. Den växer på klippor och steniga platser.